# Кенди Майло
Кендис „Кенди“ Ан Роуз Майло (на английски: Candyce 'Candi' Anne Rose Milo; родена на 9 януари 1961 г.) е американска актриса.
Озвучава безброй герои в анимационни сериали, сред които „Приключенията на дребосъците“, Swat Kats: The Radical Squadron, „Лабораторията на Декстър“ (от трети сезон), „Крава и пиле“, „Приключенията на Джими Неутрон: Момчето гений“, „Кодово име: Съседските деца“, My Life as a Teenage Robot, „Домът на Фостър за въображаеми приятели“, „Мая и Мигел“, „Уич“, „Животът и приключенията на Джунипър Лий“, „Луди за връзване“, „Смяна“, „Новите шантави рисунки“ и „Шантави рисунки-мисунки“.

## Кариера
Нейната първа роля в озвучаването е Суити Пай в „Приключенията на дребосъците“ през 1990 г. Тя си спомня срещата с продуцента на сериала: „Щом аз излязох от кабината, видях Стивън Спилбърг в дъното на контролната зала. Той ме доближи, целуна ме по ръката и каза, че съм родена за анимационни филми. Реших да го приема като комплимент!“

## Личен живот
Майло е разведена и има дъщеря на име Габриела, родена през 1992 г.